# Делагарди, Хедвиг Катарина (1695–1745)
Хедвиг Катарина Делагарди (Де ла Гарди) (швед. Hedvig Catharina De la Gardie, урождённая Lillie; 1695—1745) — шведская графиня, владелица салона и политик, член Партии «шляп».

## Биография
Родилась в 1695 году в семье графа Акселя Йохана Лилли (Axel Johan Lillie (Lillje), 1666—1696) и его жены Агнеты Вреде (Agneta Wrede, 1674—1730). 
В мае 1711 года (по другим данным  1709 года) она вышла замуж за графа Магнуса Юлиуса Делагарди, владевшего замком Sjö slott.
В 1730-х годах Хедвиг Катарина принимала активное участие в делах партии «шляп», которую возглавлял Даниель Хёпкен. Имела политический салон для вечеринок, которые посещали французы. В 1734 году Карл Юлленборг поручил ей выступить в качестве агента партии шляп и попросить французского посла Charles Louis de Biaudos de Casteja обеспечить французское финансирование партии. Политически активные салонные женщины подвергались критике, Хедвиг Катарина не стала исключением.
В 1741 году, после смерти Хёпкена, Делагарди перешла в партию Карла Юлленборга, став в ней неформальным лидером и центральной фигурой. Когда через месяц умер её муж, Хедвиг Катарина переехала со своей старшей дочерью Бритой Софией в Париж. Здесь они приняли католицизм, что на тот момент в Швеции формально считалось преступлением. Хедвиг Катарина участвовала в аристократической жизни в высшем обществе и нередко была гостьей при королевском дворе в Версальском дворце. 
После смерти матери в Париже в 1745 году её дочь испытывала финансовые трудности и ушла в монастырь, став монахиней и дожив до 1797 года.
Дети, родившиеся в семье Хедвиг Катарины и Магнуса Юлиуса:
- Брита София Делагарди (1713—1797),
- Ева Делагарди (1724—1786),
- Понтус Фредрик Делагарди (1726—1791),
- Ульрик Густаф Делагарди[швед.] (1727—1809),
- Карл Юлиус Делагарди[швед.] (1729—1786),
- Хедвиг Катарина Делагарди (1732—1800).